# 董復亨
董復亨（？—1606年），號太初，直隸大名府元城人，明朝政治人物。

## 生平
萬曆四年（1576年）丙子科順天鄉試舉人。萬曆二十年，登進士第三甲第一百七十七名，刑部觀政，二十一年授章丘知縣，二十九年補東阿知縣，本年升兵部主事，三十年調吏部驗封司主事，本年升員外郎，三十一年主考湖廣鄉試，本年升署郎中，調文選司，三十二年升郎中，三十三年給假歸，三十四年卒。

## 家族
曾祖父董僎，知縣；祖父董文，省祭；父親董增。